# Ялівщина (комплекс археологічних пам'яток)
Ялівщина — комплекс археологічних пам'яток у місті Чернігів. Площа — 73,0246 га. Комплекс складається з 8 об'єктів.

## Історія
Пам'ятка згадується в Постанові Кабінету Міністрів України від 27.12.2001 № 1761 «Про занесення пам'яток історії, монументального мистецтва та археології національного значення до Державного реєстру нерухомих пам'яток України».
Постановою Кабінету Міністрів України від 03.09.2009 № 928 «Про занесення об'єктів культурної спадщини національного значення до Державного реєстру нерухомих пам'яток України» присвоєно статус пам'ятка археології національного значення з охоронним № 250007-Н під назвою Городище «Ялівщина».
Наказом Міністерства культури України від 26.04.2013 № 364 комплексу надано статус пам'ятки археології місцевого значення під назвою Комплекс археологічних пам'яток урочища Ялівщина з охоронним № 7727-Чр, який включає 8 пам'яток археології: 1 національного значення — городище «Ялівщина» — і 7 місцевого —Поселення «Ялівщина» (№ 7727/5007-Чр), Поселення «Ялівщина-1» (№ 7727/5008-Чр), Поселення «Ялівщина-2» (№ 7727/7723-Чр), Поселення «Ялівщина-3» № 7727/7324-Чр), Поселення «Ялівщина-4» (№ 7727/7325-Чр), Поселення «Стрижень-1» (№ 7727/3709-Чр), Поселення «Олександрівка-1» (№ 7727/2724- Чр)

## Опис
«Комплекс археологічних пам'яток урочища Ялівщина» розташований у північній частині Чернігова в урочищі Ялівщина. Займає миси лівобережної та частково правобережної терас річки Стрижень, утворених ярами та обводненими балками, та верхів'я однієї з таких балок. Займає більшу частину урочища — територію колишнього Чернігівського обласного ботанічного саду, хвойного (соснового) та листяного лісів, у тому числі з екзотичними деревами, висадженими в повоєнні роки.
Розташований на берегах ставу річки Стрижень, утвореного двома греблями — північною та південною (вулиця 77 Гвардійської дивізії). До насадження лісу територія Ялівщини розорювалася. Загальна площа комплексу складає 73,0246 га та включає 8 об'єктів археологічної спадщини: 1 городище («Ялівщина») та 7 багатошарових поселень («Ялівщина», «Ялівщина-1», «Ялівщина-2», «Ялівщина-3», «Ялівщина-4», «Стрижень-1», «Олександрівка-1»).
Знахідки комплексу відомі за матеріалами О. О. Попка (1940—1960), їх обстежували Д. І. Бліфельд (1949), Є. В. Максимов та Р. В. Терпиловський (1976), О. В. Шекун (1979), Г. О. Кузнєцов (1982), досліджувалося А. О. Мултаненом (1986, 1992), В. В. Мултанен (1993), Т. П. Валькова та В. В. Сохацький (1993, 1994, 1996), О. В. Шекун (1993—1997, 2000, 2001, 2003), Г. В. Жаров і Т. М. Майборода (1994), В. П. Коваленко (2006). 2008 року дослідили Г. В. Жаров та І. М. Ігнатенко під час здійснення археологічної експертизи щодо встановлення меж територій пам'яток для розробки проєкту «Функціонально-планувальної організації території лісопарку Ялівщина».